# Wirkowice Drugie
Wirkowice Drugie (prononciation : [virkɔˈvit͡sɛ ˈdruɡʲɛ]) est un village polonais de la gmina d'Izbica dans le powiat de Krasnystaw de la voïvodie de Lublin dans l'est de la Pologne.

## Histoire
De 1975 à 1998, le village est attaché administrativement à la Voïvodie de Zamość.

Depuis 1999, il fait partie de la nouvelle voïvodie de Lublin.